# Автоколлиматор
Автоколлима́тор — юстировочный прибор, разновидность коллиматора, измерительный прибор для измерения малых углов.
Существуют автоколлиматоры с электронными устройствами и с визуальным отсчётом.

## Принцип действия

Оптическая схема автоколлиматора

В состав автоколлиматора входит источник света, объектив и светоделительное зеркало. Пучок света от источника попадает на полупрозрачное светоделительное зеркало и далее отражённый пучок подаётся через объектив на плоское зеркало, закреплённое на контролируемом объекте, отражается от него проходит через объектив и светоделительное зеркало второй раз и попадает на фотодетектор в электронных коллиматорах или в окуляр для визуального наблюдения в обычных автоколлиматорах
На детекторе объективом сфокусирован в маленькое пятно точечный источник света.
Если объект вместе с зеркалом наклоняется на угол {\displaystyle \alpha }, то пятно смещается на расстояние {\displaystyle d}. При этом {\displaystyle \alpha } и {\displaystyle d} и фокусное расстояние объектива {\displaystyle f} связаны соотношением:
{\displaystyle \alpha =\operatorname {arctg} \left({\frac {d}{2f}}\right)\approx {\frac {d}{2f}},}
так для малых углов {\displaystyle \operatorname {tg} \alpha \approx \alpha .}
Светоделительное зеркало применяется, чтобы источник света не затенял на детекторе отражение от зеркала, закреплённого на объекте.
В качестве фотодетектора используются фотоприёмные матрицы, например ПЗС.
В случае визуальных приборов в фокусе окуляра помещается прозрачная шкала по которой регистрируется смещение изображения точечного источника.

## Применение
Автоколлиматор применяют при контроле плоскопараллельности и клиновидности стёкол и светофильтров, углов призм, контроля формы линз и для измерения погрешностей компенсаторов в геодезических и прочих оптических приборах. В сочетании с плоским зеркалом или многогранной призмой автоколлиматор можно использовать для контроля прямолинейности направляющих, плоскостности разметочных плит, взаимного углового расположения осей и плоскостей изделий в устройстве и т. д.
Для решения задач, связанных с угловыми измерениями, используются одно- и двухкоординатные автоколлиматоры. Для одновременного контроля поворотов объекта как на коллимационные углы, так и на угол скручивания эффективны трехкоординатные оптико-электронные автоколлимационные системы, использующие тетраэдрические отражатели.
Современные цифровые автоколлиматоры требуют усложненного программного обеспечения.